# Duocornubistus
Duocornubistus is een geslacht van wandelende takken uit de familie Aschiphasmatidae. De wetenschappelijke naam van dit geslacht is voor het eerst voorgesteld door Francis Seow-Choen in een publicatie uit 2017. De soorten van dit geslacht komen op Borneo voor.

## Soorten
- Duocornubistus lenaae Seow-Choen, 2017
- Duocornubistus telamon (Bragg, 2001)